# Halil İbrahim Tuna
Halil İbrahim Tuna (* 9. April 1993 in Gaziantep) ist ein türkischer Fußballspieler.

## Karriere

### Verein
Tuna begann mit dem Vereinsfußball in der Jugend von Aydın Yıldızspor und wechselte in die Nachwuchsabteilung von Aydınspor 1923. 2010 heuerte er dann beim Amateurverein Bozdoğan Belediyespor an und stieg hier in seiner zweiten Saison zum Stammspieler auf. Im Sommer 2012 wechselte er dann innerhalb der Liga zu Bozyaka Yeşiltepe SK. Nachdem er hier ebenfalls überzeugen konnte, verpflichtete ihn der Viertligist Altınordu Izmir. Hier erhielt er einen Profivertrag und absolvierte die meisten Spiele der Rückrunde. Zum Saisonende erreichte er mit seiner Mannschaft die Meisterschaft der TFF 3. Lig und damit den Aufstieg in die TFF 2. Lig. In der ersten Drittligasaison stieg er endgültig zum Stammspieler auf. Mit diesem Klub erreichte er zwei Tage vor Saisonende die Drittligameisterschaft und damit den Aufstieg in die TFF 1. Lig.
Im Januar 2016 wurde er zusammen mit seinem Teamkollegen Gökhan Yılmaz vom Erstligisten Antalyaspor verpflichtet. Von diesem Verein wurde er direkt an den Zweitligisten Balıkesirspor ausgeliehen. Bereits im April 2016 kehrte er zu Antalyaspor vorzeitig zurück.
In der Sommertransferperiode wechselte er zum Drittligisten Büyükşehir Belediye Erzurumspor. Mit diesem Verein beendete er die Saison 2016/17 als Play-off-Sieger der TFF 2. Lig und stieg damit in die TFF 1. Lig auf. Nach diesem Erfolg wurde er für die Saison 2017/18 an den Drittligisten Kastamonuspor 1966 ausgeliehen.

### Nationalmannschaft
Im Oktober 2013 wurde Tuna zum ersten Mal in seiner Karriere in den Kader der türkischen U-21-Nationalmannschaft berufen.

## Erfolge
Mit Altınordu Izmir
- Meister der TFF 3. Lig und Aufstieg in die TFF 2. Lig: 2012/13
- Meister der TFF 2. Lig und Aufstieg in die TFF 1. Lig: 2013/14

Mit Kastamonuspor 1966
- Play-off-Sieger der TFF 2. Lig und Aufstieg in die TFF 1. Lig: 2016/17